# Bataille de l’Eurymédon (190 av. J.-C.)
La bataille de l’Eurymédon, également connue sous le nom de bataille de Side, se déroule en août 190 av. J.-C.. Elle s’inscrit dans le cadre de la guerre romano-séleucide et oppose la flotte de Rhodes, alliée de Rome, commandée par l’amiral Eudamos, à une flotte séleucide dirigée par Hannibal.
Le combat a lieu au large de Side, lorsque Hannibal attaque la flotte rhodienne ancrée à l’embouchure du fleuve Eurymédon. Après un moment de confusion initiale, les Rhodiens exécutent la manœuvre du diekplous contre l’aile séleucide orientée vers le large. La moitié des navires séleucides est gravement endommagée, ce qui contraint cette partie de la flotte à se retirer. Bien qu’Hannibal parvienne à sauver la majeure partie de ses vaisseaux, il ne peut rejoindre le reste de la marine séleucide stationnée à Éphèse, qui se retrouve ainsi isolée et vulnérable. Cette situation permet aux Romains de poursuivre leur invasion de l’Asie Mineure séleucide.

## Contexte
À son retour de ses campagnes bactrienne (210–209 av. J.-C.) et indienne (206–205 av. J.-C.), le roi séleucide Antiochos III conclut une alliance avec Philippe V de Macédoine, dans le but de conquérir conjointement les territoires du royaume lagide. En 198, Antiochos sort victorieux de la cinquième guerre de Syrie, s’emparant de la Cœlé-Syrie et sécurisant sa frontière sud-est. Il tourne ensuite son attention vers l’Asie Mineure, où il mène avec succès une campagne contre les possessions côtières lagides. En 196, profitant de la mort d’Attale Ier, Antiochos attaque plusieurs cités contrôlées par la dynastie attalide. Craignant qu’Antiochos ne s’empare de l’ensemble de l’Asie Mineure, les cités indépendantes de Smyrne et de Lampsaque font appel à la protection de la République romaine. Au début du printemps 196, les troupes d’Antiochos traversent l'Hellespont vers l’Europe et commencent à reconstruire la ville stratégiquement importante de Lysimaque. En octobre 196, Antiochos rencontre une délégation de diplomates romains à Lysimachie. Les Romains exigent qu’il se retire d’Europe et rétablisse l’autonomie des cités grecques d’Asie Mineure. Antiochos rétorque qu’il ne fait que restaurer l’empire de son ancêtre Antiochos II, et critique les Romains pour leur ingérence dans les affaires des cités d’Asie Mineure, dont les droits sont traditionnellement défendus par Rhodes.
À la fin de l’hiver 196/195, l’ancien ennemi principal de Rome, le général Hannibal de Carthage, se réfugie à la cour d’Antiochos à Éphèse. Malgré l’émergence d’un parti belliciste mené par Scipion l'Africain, le Sénat romain fait preuve de retenue. Les Séleucides poursuivent leur expansion en Thrace, de Périnthe à Maronée, aux dépens des tribus Thraces. Les négociations entre Romains et Séleucides reprennent, mais se heurtent à nouveau à des désaccords juridiques entre droit grec et droit romain quant au statut des territoires contestés. À l’été 193, un représentant de la Ligue étolienne assure à Antiochos que les Étoliens se rangeront à ses côtés en cas de guerre contre Rome, tandis qu’Antiochos soutient tacitement les projets d’Hannibal visant à fomenter un coup d'État anti-romain à Carthage.
Les Étoliens incitent alors plusieurs cités grecques à se soulever conjointement sous la direction d’Antiochos contre Rome, dans l’espoir de déclencher un conflit entre les deux puissances. Ils s’emparent de la cité portuaire stratégique de Démétrias, où ils massacrent les principaux membres du parti pro-romain local. En septembre 192, le général étolien Thoantas se rend à la cour d’Antiochos et le convainc de s’opposer ouvertement aux Romains en Grèce. Les Séleucides sélectionnent 10 000 fantassins, 500 cavaliers, 6 éléphants de guerre et 300 navires pour mener leur campagne en Grèce.

## Prélude à la bataille
La flotte séleucide navigue via Imbros et Skiathos, et arrive à Démétrias où l’armée d’Antiochos débarque. La Ligue achéenne déclare la guerre aux Séleucides et aux Étoliens, les Romains lui emboîtant le pas en novembre 192 av. J.-C.. Entre décembre 192 et mars 191, Antiochos mène campagne en Thessalie et en Acarnanie. Une contre-offensive conjointe des Romains et de leurs alliés macédoniens efface en moins d’un mois tous les gains d’Antiochos en Thessalie. Le 26 avril 191, les deux camps s’affrontent à la bataille des Thermopyles, où l’armée d’Antiochos subit une défaite écrasante. Le roi retourne peu après à Éphèse.
Les Romains projettent alors d’envahir la base séleucide en Asie Mineure, ce qui ne peut se faire qu’en traversant la mer Égée ; le passage de l’Hellespont est préféré pour des raisons logistiques. Antiochos considère sa flotte comme sacrifiable, pensant pouvoir encore vaincre les Romains sur terre. Ses adversaires, en revanche, ne peuvent se permettre une défaite majeure en mer : la main-d'œuvre nécessaire pour reconstituer une flotte ne serait pas disponible avant plusieurs mois, tandis que l’infanterie romaine aurait des difficultés à subsister si elle restait bloquée en Grèce continentale. Les deux camps se lancent donc dans une reconstitution hâtive de leurs marines, construisant de nouveaux navires et enrôlant des marins. Une flotte romaine commandée par Caius Livius Salinator composée de 81 navires arrive au Pirée trop tard pour influer sur les opérations en Grèce ; elle est donc redirigée vers la côte de Thrace afin de rejoindre les marines rhodienne et attalide. Les Séleucides tentent d’intercepter la flotte romaine avant cette jonction. En septembre 191, la flotte romaine défait celle des Séleucides lors de la bataille de Corycos, ce qui lui permet de prendre le contrôle de plusieurs cités, dont Dardanos et Sestos sur l’Hellespont.
Après Corycos, la flotte romano-attalide basée à Canae est composée de 77 navires romains et 50 pergamènes, dont la moitié sont des apertae (galères marchandes pouvant être engagées au combat). La principale flotte séleucide, commandée par l’amiral Polyxénidas, comprend 23 grands navires, 47 trirèmes et environ 100 apertae, et est stationnée à Éphèse. Hannibal a réuni une seconde flotte en Cilicie. Entre les deux se trouve la marine rhodienne, forte de 75 grands navires, principalement des quadrirèmes. Au printemps 190, une escadre rhodienne rejoint la flotte romaine au large de Samos, où l’amiral Lucius Æmilius Regillus prend le commandement général. Lorsque les Rhodiens expriment leurs inquiétudes concernant la menace de la flotte cilicienne, Aemilius forme une escadre mixte pour tenter de s’emparer de Patara, une base navale séleucide stratégique dans la région. L’attaque amphibie sur Patara échoue face à la résistance de la garnison locale. En parallèle, Hannibal consacre l’année 190 à la constitution de la flotte cilicienne, son premier grand commandement militaire depuis cinq ans passés à la cour séleucide. Il part du principe que les Romains continueront d’utiliser des tactiques d’abordage, et privilégie donc l’acquisition de navires lourds à rames multiples. Bien que les territoires phéniciens comme Tyr et Sidon disposent des matériaux, des savoir-faire et des marins nécessaires, la construction de la flotte prend bien plus de temps que prévu, probablement en raison de pénuries liées à la guerre.

## La bataille
En juillet 190 av. J.-C., Hannibal donne l’ordre à sa flotte, composée de trois septirèmes, quatre hexarèmes, trente quinquérèmes et dix trirèmes, de quitter Séleucie de Piérie en longeant la côte sud de l’Asie Mineure., L’avancée de la flotte est ralentie par des vents contraires et la nécessité d’effectuer des manœuvres d’entraînement supplémentaires. Informé de la progression d’Hannibal vers l’ouest, l’amiral rhodien Eudamos rassemble une escadre de treize navires de guerre à Samos. En naviguant vers le sud, il rallie des navires isolés jusqu’à être renforcé par un deuxième escadron rhodien commandé par Pamphilidas au large de Megiste, portant sa flotte à trente-deux quadrirèmes, deux quinquérèmes et quatre trirèmes. Les Rhodiens mettent ensuite le cap sur Phasélis, un point stratégique leur permettant de bloquer toute flotte tentant d’attaquer leur royaume depuis la Lycie. En août, une épidémie transmise par la population locale se déclare parmi les marins rhodiens, poussant Eudamos à déplacer sa flotte à l’embouchure de l’Eurymédon. Il y apprend par les habitants d’Aspendos que la flotte d’Hannibal se trouve à Side. De son côté, Hannibal est également informé de la position de la flotte rhodienne grâce à ses propres observateurs.
La flotte séleucide se met en formation de combat en premier, avec Hannibal à la tête de l’aile orientée vers la mer, tandis que le noble séleucide Apollonios commande l’aile proche de la côte. Du côté rhodien, Eudamos commande l’aile maritime, Pamphilidas le centre et Chariklitos l’aile terrestre. Une confusion momentanée parmi les Rhodiens fait que six navires de l’aile maritime se retrouvent face à la moitié de la flotte d’Hannibal. Grâce à leur expérience, les Rhodiens parviennent rapidement à redéployer les six navires vers la droite, permettant au reste de la flotte d’engager le combat. Les navires rhodiens, plus rapides, percent l’aile côtière de la flotte séleucide en exécutant la manœuvre du diepklous. Cette tactique consiste à ramer à travers les interstices entre les navires ennemis, puis à attaquer leurs flancs et leurs poupes, zones plus vulnérables. La plupart des navires d’Apollonios subissent de lourds dégâts, l’obligeant à se replier, tandis que les Rhodiens se dirigent pour soutenir Eudamos, dont l’escadron commence à céder face à celui d’Hannibal. Ce dernier saisit alors l’occasion pour se retirer, échappant aux navires lancés à sa poursuite. Une septirème séleucide est capturée et vingt autres navires sont gravement endommagés. Dix navires rhodiens subissent également des dommages.

## Conséquences
Hannibal conserve la majeure partie de sa flotte, mais il n’est pas en mesure de rejoindre celle de Polyxénidas à Éphèse, ses navires nécessitant de longues réparations. Polyxénidas se retrouve ainsi isolé, incapable d’affronter les Romains en mer sans renforts importants. Les Rhodiens retournent à Rhodes pour effectuer leurs réparations, laissant Chariklitos en garnison avec vingt navires à Megiste. En septembre, lorsque Aemilius détache une partie de sa flotte vers l’Hellespont afin de soutenir l’armée romaine dans son invasion de l’Asie Mineure, Polyxénidas saisit l’opportunité pour attaquer les Romains en mer. La bataille de Myonessos qui s’ensuit se solde par une victoire décisive romano-rhodienne, consacrant la domination romaine sur la mer Égée et ouvrant la voie à une invasion de l’Asie mineure séleucide.
Antiochos retire ses troupes de Thrace, tout en proposant simultanément de prendre en charge la moitié des frais de guerre romains et d’accepter les exigences formulées à Lysimachie en 196 av. J.-C.. Les Romains, cependant, sont désormais déterminés à écraser définitivement les Séleucides. Alors que les forces romaines atteignent Maronée, Antiochos commence à se préparer pour une dernière bataille décisive.

## Sources
- (en) John D. Grainger, The Roman War of Antiochus the Great, Boston, Brill, 2002 (ISBN 978-90-04-12840-8)
- (en) John Lazenby, « The Diekplous », Greece & Rome, vol. 34, no 2,‎ 1987, p. 169–177 (DOI 10.1017/S0017383500028114, JSTOR 642944, lire en ligne, consulté le 5 décembre 2020)
- (en) Jeffrey Lerner, The Impact of Seleucid Decline on the Eastern Iranian Plateau: The Foundations of Arsacid Parthia and Graeco-Bactria, Stuttgart, Franz Steiner Verlag, 1999 (ISBN 978-3-515-07417-9)
- (en) Nikolaus Leo Overtoom, Reign of Arrows: The Rise of the Parthian Empire in the Hellenistic Middle East, Oxford, Oxford University Press, 2020 (ISBN 978-0-19-088832-9)
- (el) Theodoros Sarikakis, « Το Βασίλειο των Σελευκιδών και η Ρώμη », dans Ιστορία του Ελληνικού Έθνους, vol. 5,‎ 1974, 55–91 p.
- (el) Maurice Sartre, Ελληνιστική Μικρασία: Από το Αιγαίο ως τον Καύκασο [« La Petite Asie hellénistique : de l'Égée au Caucase »], Athènes, Patakis Editions,‎ 2006 (ISBN 978-960-16-1756-5)
- (en) Michael Taylor, Antiochus The Great, Barnsley: Pen and Sword Military, 2013 (ISBN 9781848844636)